# Lista över svenska militära patroner
Detta är en lista över alla patroner som använts i den Svenska militären. Efter respektive svenskt namn står det internationella namnet för patronen. Ett versalt M i modellbeteckningen innebär att det är marinen som antagit modellen.

## Kalibrar förrevolver,pistolochkulsprutepistol
- 5,7 × 33 mm
- 7,5 mm m/87, 7,5 mm Nagant
- 9 mm m/39, 9 mm Parabellum
- 9 mm m/07, 9 mm Browning Long
- 11 mm × 17 mm stiftsantändningspatron
- 11 mm m/71
- 11 mm m/40, 11,43 × 23 mm (.45 ACP)

## Kalibrar förkarbin,gevär,automatkarbin,lättaochtunga kulsprutor
- 5,56 mm ptr 5, 5,56 × 45 mm NATO
- 6,5 mm m/94, 6,5 × 55 mm Mauser
- 7,62 mm ptr 10, 7,62 × 51 mm NATO
- 7,62 mm ptr 95, 7,62 × 54 mm R
- 8 mm m/39, 7,92 × 57 mm
- 8 mm m/89, 8 × 58 mm R
- 8 mm m/32, 8 × 63 mm
- 12,7 × 42 mm Remington
- 12,7 mm ptr m/40, 12,7 × 81 mm SR Breda
- 12,7 mm ptr m/45, 12,7 × 99 mm NATO (.50 BMG)

## Kalibrar förkanon,automatkanonochhaubitsar
- 13,2 mm ptr m/39 & m/40, 13,2 × 99 mm Hotschkiss
- 20 mm ptr m/39, 20 × 138 mm B
- 20 mm ptr m/41 & m/47, 20 × 110 mm Hispano
- 20 mm m/40, 20 × 145 mm Bofors
- 20 mm m/42, 20 × 180 mm Recoilless
- 25 mm M/1877, 25 × 87 mm R Nordenfelt
- 25 mm M/22, 25 × 87 mm R Vickers-Terni
- 25 mm M/32, 25 × 204 mm SR Bofors
- 25 mm M/38, 25 × 187 mm SR Bofors
- 25,4 mm (1 tum) Nordenfelt 25,4 mm kanon, 25,4 × 127 mm Nordenfelt
- 30 mm m/55, 30 mm Aden
- 30 mm m/75, 30 mm KCA
- 40 mm M/22, 40 × 157 mm Vickers-Terni
- 40 mm m/36, 40 × 311R mm Bofors (till 40 mm Bofors L60)
- 40 mm m/48, 40 × 364R mm Bofors (till 40 mm Bofors L70)
- 40 mm GGr, 40 × 46 mm gevärsgranat
- 40 mm Gr, 40 × 53 mm granat
- 45 mm M/1883, 45 × 150 mm R Engström
- 47 mm M/1891, 47 × 208 mm R
- 47 mm M/1892, 47 × 207 mm R
- 47 mm M/24, 47 × 300 mm R
- 57 mm M/1889, 57 × 308 mm R Nordenfelt
- 57 mm skarp patron m/47, 57 × 230 mm R Bofors
- 57 mm M/70, 57 × 438 mm R Bofors
- 84 mm m/48, 84 × 244 mm R Carl-Gustav granatgevärsgranat
- 10,5 cm M/50, 105 × 778 mm R Bofors
- 15,5 cm m/06, 155 × 100 mm R
- 15,5 cm m/60, 155 × 1079 mm R Bofors
- 15,5 cm m/77, 155 × 787 mm R Bofors
- 16 cm m/19, 160 × 225 mm R
- 21 cm m/17, 210 × 232 mm R Krupp
- 30,5 cm m/16, 325 × 350 mm R